# Estação São Judas
A Estação São Judas é uma das estações da Linha 1–Azul do Metrô de São Paulo. Foi inaugurada em 14 de setembro de 1974.

## História
A Estação São Judas foi uma das primeiras projetadas em 1968 pelo consórcio HMD (Hochtief, Deconsult e Montreal), responsável pelo projeto da rede de metrô de São Paulo. As desapropriações para as obras foram realizadas por meio dos decretos número 7515 (de 11 de junho de 1968), 7886 (de 3 de janeiro de 1969) e 8433 (de 8 de outubro de 1969). As obras da estação foram incluídas no trecho 8 (Santa Cruz-São Judas) e contratadas junto ao Consorcio de Grandes Estruturas (Coge), formado pelas empresas Ecel S.A., Engenharia, Comercio e Indústria S.A. (Ecisa) e Figueiredo Ferraz, tendo sido iniciadas em 15 de dezembro de 1968. A estação São Judas foi entregue ao público em 14 de setembro de 1974.

## Características
A estação é enterrada, com mezanino de distribuição e plataformas laterais com estrutura em concreto aparente. Conta com uma área construída de 7 360 metros quadrados. Sua capacidade é de vinte mil passageiros por hora nos horários de pico.

## Acesso ao aeroporto
A Estação São Judas permite acesso facilitado ao Aeroporto de Congonhas por meio de integração na Avenida Jabaquara com linhas de ônibus que levam ao aeroporto em um trajeto de cerca de quinze minutos.

### Serviço Conexão Congonhas
Desde o final de 2019, a SPTrans e a Mobibrasil oferecem um serviço especial em uma das linhas de ônibus que ligam a estação e o aeroporto, chamado Conexão Congonhas. Ele oferece carros especiais sem catraca, embarque e desembarque em quaisquer portas do veículo e bagageiro, com o intuito de facilitar o transporte de malas e mochilas para os passageiros que chegam ou saem de São Paulo pelo Aeroporto de Congonhas e utilizam o Metrô como forma de deslocamento.

## Tabela
| Sigla | Estação   | Inauguração            | Capacidade                   | Integração               | Plataformas | Posição     | Notas                                      |
| ----- | --------- | ---------------------- | ---------------------------- | ------------------------ | ----------- | ----------- | ------------------------------------------ |
| JUD   | São Judas | 14 de setembro de 1974 | 20 mil passageiros hora/pico | Bilhete Único da SPTrans | Laterais    | Subterrânea | Estação com estrutura de concreto aparente |